# Centro Olímpico de BMX
Das Centro Olímpico de BMX (deutsch Olympisches BMX-Zentrum) ist die eine BMX-Radrennbahn im X-Park Deodoro in der brasilianischen Stadt Rio de Janeiro. Während der Olympischen Spiele 2016 fanden hier die Radsportwettbewerbe im BMX statt.

## Geschichte
Beim Bau der BMX-Strecke für die Spiele war es das Ziel, eine sehr zeitgemäße und herausfordernde Strecke zu errichten. Das Projekt wurde vom Architekturbüro Vigliecca & Associados entworfen und wurde von der Firma Elite Trax umgesetzt. Diese baute bereits die Strecke in Toronto für die Panamerikanischen Spiele 2015 sowie das Laoshan BMX Field für die Olympischen Spiele 2008 in Peking.
Die Strecke wurde unter Berücksichtigung der lokalen Topographie und der vorherrschenden Winde entworfen. Der Untergrund wurde von der Firma GreenSet, die normalerweise Tennisplätze ausstattet, errichtet. Die Wellen wurden in Abständen von 10 Metern platziert. Für die Wettkämpfe der Frauen war die Strecke 350 Meter lang, wohingegen die der Männer 50 Meter länger war. Gestartet wurde dabei von einer Rampe.
Die Räume zwischen den Streckenabschnitten wurden mit Kunstrasen bedeckt. Rund um die Anlage wurde Naturrasen gepflanzt. Während der Olympischen Spiele wurden zwei temporäre Tribünen mit insgesamt 7500 Sitzplätzen errichtet. Die Strecke blieb weiterhin bestehen.